# Carlo Muscetta
Carlo Muscetta (Avellino, 22 août 1912 – Aci Trezza 22 mars 2004) était un poète et un critique littéraire italien.

## Biographie
Né à Avellino, en Campanie, où il passa ses jeunes années, Carlo Muscetta entreprit en 1934 des études de lettres à Florence, et y passa sa licence avec une thèse sur Francesco De Sanctis et la France. En 1937, contraint par les circonstances, il s’inscrivit au Parti national fasciste, à la suite de quoi une place d’enseignant lui fut attribuée à Pescara. Le 10 novembre 1939, il prit part aux Lictoriales, se classant premier en politique éducative, puis, l’année suivante, alla faire partie du jury des Prélictoriales, en compagnie de l’écrivain Giaime Pintor. Formé aux théories de Benedetto Croce, il collabora dans les premières années de la décennie 1940 à la revue Primato, fondée par le hiérarque fasciste Giuseppe Bottai, pour qui Muscetta manifestait une grande admiration intellectuelle. Plus tard, il adhéra au marxisme, ce qui lui valut d’être arrêté en 1943 pour « conspiration antifasciste ». Dans l’après-guerre, il s’inscrivit au Parti d'action, d’inspiration socialiste libérale, mais rejoignit ensuite le Parti communiste italien, dont il s’éloignera cependant en 1957 en raison de divergences avec Palmiro Togliatti.
En 1956, il corédigea, au titre de directeur de la revue communiste Società, un texte qui, connu ensuite sous la dénomination de Manifeste des 101, dénonçait l'intervention soviétique lors de la révolution hongroise de 1956, et au bas duquel vinrent promptement placer leur signature une centaine d’intellectuels italiens de gauche.
Il fut titulaire de la chaire de littérature italienne à l’université de Catane, en Sicile, et à l’université La Sapienza de Rome, de 1963 à 1983.
Parallèlement, Muscetta joua un grand rôle dans la publication d’œuvres des lettres italiennes. Pour le compte de l’éditeur Einaudi, il dirigea la série il Parnaso Italiano et établit une édition des œuvres de Francesco De Sanctis, originaire comme lui de Campanie ; pour le compte des éditions Feltrinelli, il prit en charge la Biblioteca dei classici italiani ; enfin, pour le compte de Laterza, il donna la monumentale Letteratura italiana. Storia e testi en 10 volumes et 20 tomes. Il soumit à une étude approfondie les œuvres poétiques de Giuseppe Gioachino Belli et de Vincenzo Padula. Il traduisit, entre autres, les Fleurs du mal de Charles Baudelaire, en plus de composer lui-même des vers (Versi e versioni, 1986). Il collabora par ailleurs à nombre de quotidiens et périodiques.

## Œuvres principales
- Metello e la crisi del neorealismo (1955)
- Realismo e controrealismo (1958)
- Ritratti e letture (1961)
- Cultura e poesia in Giuseppe Gioachino Belli (1961)
- Giovanni Boccaccio (1972)
- Realismo, neorealismo, controrealismo (1976)
- Leopardi. Schizzi, studi e letture (1976)
- Gli eredi di Protopopov. Dissensi, consensi, indignazioni (1977)
- Studi sul De Sanctis (1980)
- Boccaccio (1981)
- Pace e guerra nella poesia contamporanea da Alfonso Gatto a Umberto Saba (1984)
- Versi e versioni (1986)
- Don Chisciotte in Sicilia. Pagine di letteratura militante (1987)
- Il Papa che sorrise al Belli (1989)
- Giudizio di valore, Pagine critiche di storicismo integrale (1992)
- L'erranza, memorie in forma di lettere (1992)